# Járványos gyermekbénulás
A járványos gyermekbénulás (latinul: poliomyelitis anterior acuta, magyaros átirat szerint: poliomielitisz, más néven: Heine–Medin-kór) a poliovírus okozta megbetegedés következtében alakulhat ki. Maga a bénulás egy komplex, több lépcsős folyamat eredménye; a vírus okozta megbetegedések mindössze 1%-a végződik tartós paralízissel.
A vírus az 1900-as évektől egyre inkább terjedt, az 1950-es években aggasztó méreteket öltött a bénulásos megbetegedések száma. A hozzá kapcsolt érzelmekhez hozzájárult az is, hogy elsősorban a gyermekeket érintette. Ez a tény, és az esetek egyre növekvő száma oda vezetett, hogy fokozott nyomás volt a betegséget kutató orvosokon. Verseny indult a vakcina kifejlesztésére és rohamtempóban került sor a humán kísérletekre, ami kezdetben problémákhoz is vezetett.
A betegség során kialakult bénulás teljes rehabilitációja még nem lehetséges, így az ellene való védekezés egyetlen bevált módja az immunizálással történő megelőzés. Az elmúlt több mint fél évszázadban a védőoltásoknak köszönhetően csaknem eltűnt a betegség, de a védekezést mellőző vagy nem megfelelő mértékben használó egyes országokban új járványok törtek ki.

## Apoliomielitiszelnevezés eredete
A poliomielitisz elnevezés a görög poliosz (πολιός, „szürke”), a müelosz (µυελός „csontvelő”, a gerincre utalva) és az -itisz utótagból (mellyel a gyulladást jelzik) ered.

## A poliovírus
A gyermekbénulást a polio enterovírus okozza, amelynek 1-es, 2-es és 3-as típusa ismert. A betegség székletből és torokváladékból mutatható ki.
A vírus lappangási ideje 3 és 35 nap között változhat, de többnyire 7-14 nap. A poliovírus a vele fertőzött – akár tünetmentes – személyből széklettel ürül, de részben cseppfertőzéssel is terjedhet. A szervezetbe szájon át jut be fertőzött tárgy, étel, esetleg víz által. Néha a rovarok is szerepet játszanak a vírus terjesztésében.

## A betegség lefolyása

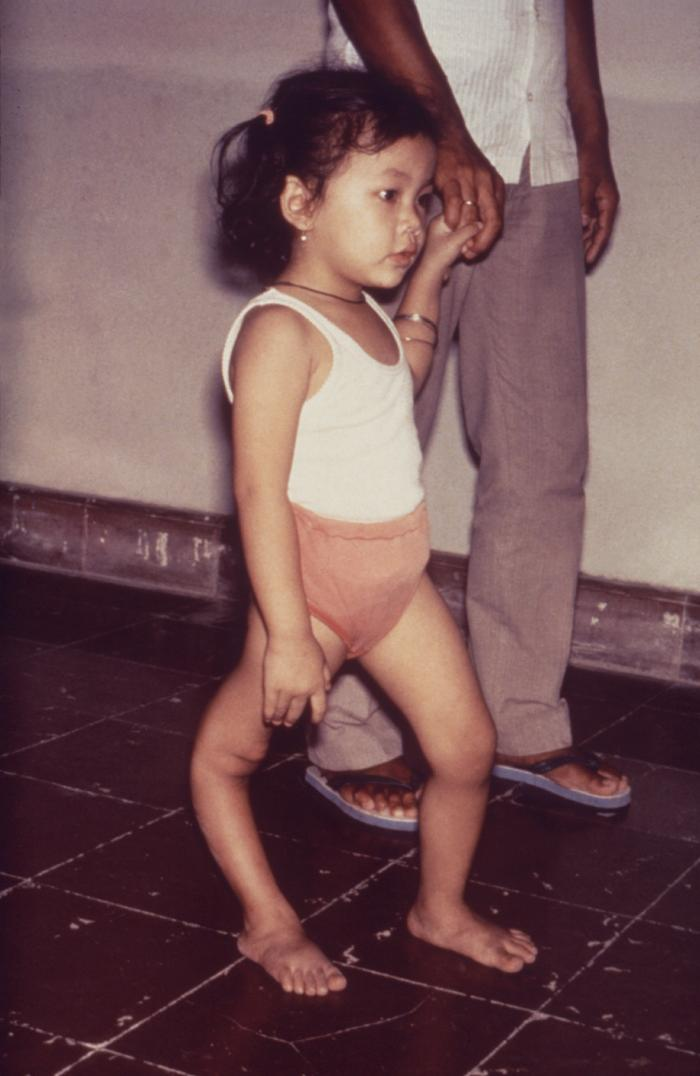
Jól látható végtagtorzulás egy járványos gyermekbénuláson átesett gyermeken

A fertőzött betegek csak töredéke produkál bármiféle tünetet, legtöbbször lázat, torokfájást, vagy enyhe fejfájást. Ilyen enyhe (abortív) lefolyás esetén 24-72 órán belül a szervezet legyőzi a betegséget. Ezt nevezzük prodromalis szakasznak.
Ha viszont a betegség lefolyása nem ilyen békés, és krónikussá válik, akkor kialakul a preparalitikus szakasz. A fertőzéstől számítva 7-14. napon láz, erősebb fejfájás, hát és nyak merevsége, aluszékonyság vagy nyugtalanság tapasztalható izomfájdalommal. Néha erős szúró fájdalom is kialakul. Attól függően, hogy melyik idegszakasz az érintett, tartós bénulással is járhat. A nyelés nehezebb lehet és agytörzsi érintettség esetén a légzéssel is problémák merülhetnek fel.
A poliovírus megtámadja a központi idegrendszert és gyulladást okoz. A poliovírussal való megbetegedések mintegy 1%-a jár bénulással. Ilyenkor a gerincvelőben a mozgató idegsejtek elhalnak a betegség következtében. A súlyosabb fertőzések mintegy 50%-a végződik tartós bénulással, amelynek fele tekinthető súlyosnak. Azok akik enyhébb esetben felépülnek, 15 évvel később visszatérő izomgyengeséget tapasztalnak: ez a post-polio szindróma, amely azonban nem jár a vírus újbóli megjelenésével, így ezen személyek nem is fertőznek már.
A bénulás rendszerint ún. „petyhüdt” és aszimmetrikus, és gyakoribb az alsó végtagok törzshöz közel eső izomzatának érintettsége. A végső bénulás akkor alakul ki, ha az adott izmot ellátó összes idegsejt elhal. Ilyenkor idővel az elhalt rész torzul is.

## Története

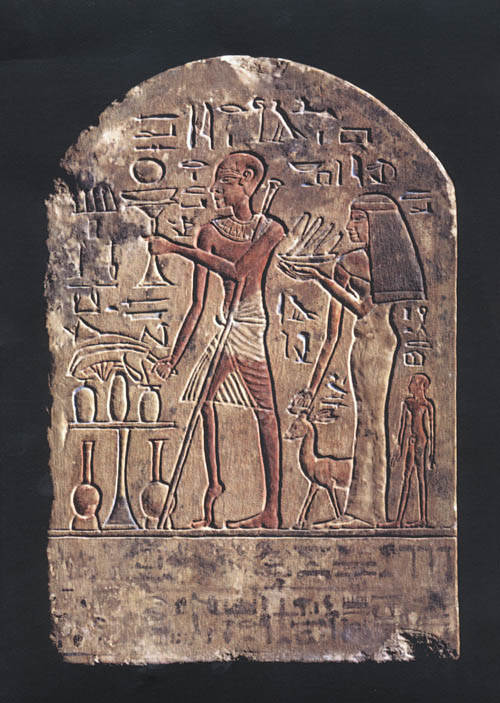
Egy óegyiptomi ábrázolás olyan személyről, aki gyermekbénulást élt túl (i. e. 1403–1365)

A betegség már egészen biztosan az ókorban is jelen volt, de csak a 19–20. században öltött járványos méreteket. Az első klinikai leírás Michael Underwoodtól származik, aki 1789-ben készített először feljegyzést a kórképről. Külön betegségként először Jakob Heine kezelte 1840-ben. A betegséget okozó poliovírust Karl Landsteiner azonosította 1908-ban. A 20. század elejétől nagyobb járványok törtek ki világszerte. Albert Bruce Sabin 1935-től a New York-i Rockefeller Intézet kutatóorvosaként kezdett foglalkozni a gyermekparalízissel. A második világháború kitörése némileg lassította a fejlesztéseket. 1938-ban Franklin D. Roosevelt, – aki maga is a betegség titkolt áldozata volt – megalapította az Amerikai Gyermekparalízis Alapítványt (National Foundation for Infantile Paralysis), amelynek célja a megfelelő védekezés megtalálása volt. 1949-ben Thomas H. Weller, Frederick Robbins és John F. Enders amerikai kutatók sikerrel kitenyésztették a vírust. Eredményeiket 1954-ben fiziológiai és orvostudományi Nobel-díjjal ismerték el.
1952-ben az Amerikai Egyesült Államokban az ország történetének legnagyobb járványa tört ki (57 ezer eset, amely háromezer halálos áldozattal járt), ami elindította a nagy versenyt a betegség megelőzésének kidolgozásáért. 1955. április 12-én Jonas Edward Salk bejelentette, hogy kifejlesztett egy vakcinát. Ez úgy készült, hogy ázsiai rézuszmajmok veseszövetében tenyésztettek ki poliovírust, amelyet azután formaldehiddel elöltek. Salk elsőnek saját magán, majd feleségén és három gyermekén próbálta ki az új oltóanyagot, amely a laborvizsgálatok alapján is sikeresnek bizonyult. Ezután példátlan méretű humán kísérletben tesztelték. A vizsgálatba 1 800 000 gyermeket vontak be, ezen felül 220 000 önkéntest, 64 000 iskolai és 20 000 egészségügyi alkalmazottat. A program költsége több mint ötmillió amerikai dollár volt. A tesztelés azért igényelte a nagyszámú tesztalany bevonását, mert a poliovírus okozta betegség csak a megbetegedett személyek kis százalékánál okozott bénulást. A teszt sikere után megindult a Salk-vakcina tömeggyártása, ami lehetővé tette a teljes lakosság immunizálásának megkezdését. Azonban április 25-én a frissen oltottak között bénulásos eseteket jelentettek. A gyors vizsgálat hamar kiderítette, hogy az öt nagy gyártó egyike, a Cutter Laboratories termékével oltottaknál jelentkezett a váratlan komplikáció, amely változatot aztán két nap múlva visszahívták a forgalomból. Május 8-án leállították az oltásokat. Június 23-án az Amerikai Közegészségügyi Szolgálat jelentése szerint a beoltottak közül 149 fertőzött személyt találtak, akik közül hatan meg is haltak. A lefolytatott vizsgálatok után végül nem marasztaltak el senkit sem az ügyben. Ez az úgynevezett „Cutter-incidens” visszavetette a Salk-féle vakcina iránti érdeklődést.

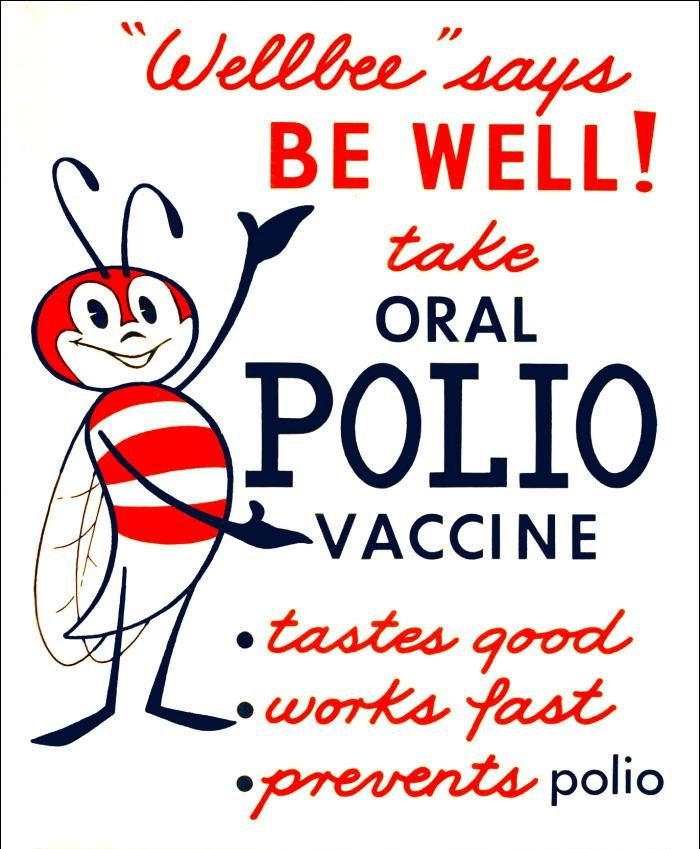
1963-as poszter, amellyel ösztönözték a közvéleményt az orális Sabin-cseppek beadására

Sabin némi késéssel, 1957-re mindhárom bénulást okozó vírustípusból sikeresen létrehozott egy legyengített, de élő törzset. Az így kifejlesztett Sabin-csepp szájon át adható védekezés volt, ami a bélfalon tartósan megakadályozta a vírus szaporodását. Azonban egyes körökben komoly ellenérzést váltott ki, hogy Salk módszerével szemben végső soron a rettegett vírusból élő törzseket juttatott a szervezetbe. Elsőként Kubában és a Szovjetunióban próbálták ki. (A szovjet kutatásokat Mihail Csumakov végezte). Végül a Sabin-cseppet 1960-tól engedélyezték az Egyesült Államokban, és 1962-től szabadalom is védte.
Négy évvel a Salk-vakcina bevezetése után kutatók kimutatták, hogy egyes rézuszmajmok veséjében egy, az emberben is terjedni képes vírus, az SV40 található. A feltételezések szerint e vírus rákkeltő hatású is lehet. Habár a US Public Health Service nem volt meggyőződve a vírus ártalmasságáról, 1961-ben mégis a problémás vakcina fokozatos kivonásáról döntött. Az új oltóanyag előállításakor már rézuszmajmok helyett a vírusmentes amerikai szürkemajmokat használták fel. Mint később kiderült, a Sabin-cseppek egy része is fertőzött volt a majomvírussal. 
Hazánkban 1931-ben, 1954-ben, 1957-ben és 1959-ben alakult ki súlyosabb járvány. 1957-ben 2334 bénulás történt, amely 143 esetben végződött halállal.

## Kezelése

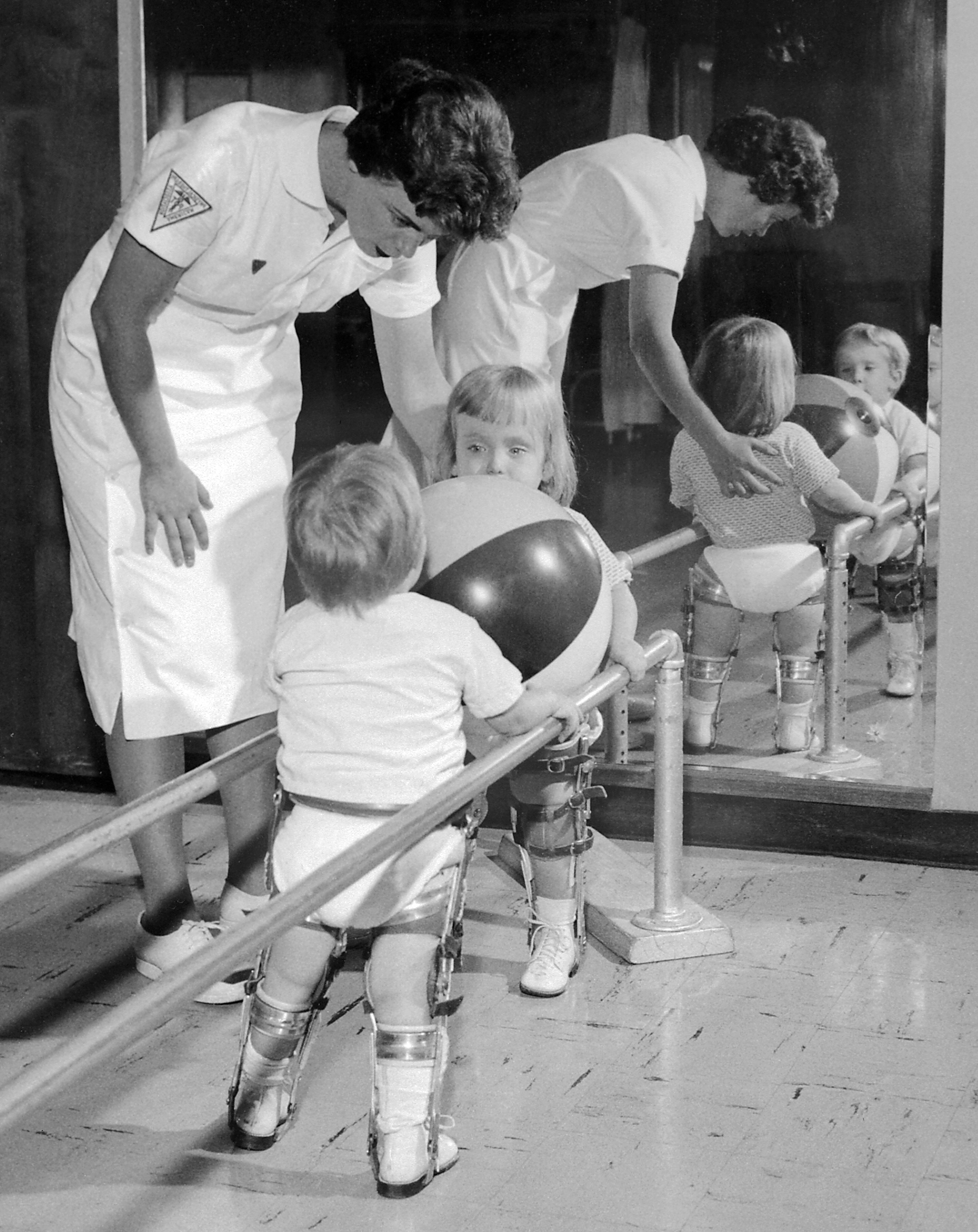
A járványos gyermekbénuláson átesett gyermekek mozgásrehabilitációja, 1963-ban

Miután a már kialakult bénulás teljes rehabilitációja nem lehetséges, így a járványos gyermekbénulás esetén a hangsúly a megelőzésen van.

### Megelőzés

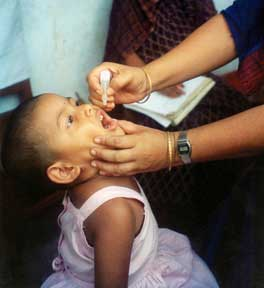
Poliovírus-vakcina beadása

A betegség megelőzése a gyermekek immunizálásával lehetséges. Ma nyugaton elsősorban a Salk-féle inaktivált vírust tartalmazó injekciót használják (IPV), de bizonyos körülmények között (olcsóbb, egyszerűbb beadni) az orvosok az élő (de legyengített) Sabin-cseppeket (OPV) használják. Az OPV immunizálás jobb védettséget ad, de az IPV esetén kevesebb a komplikációkra való esély. Kezdetben előfordult, hogy maga az oltás váltott ki bénulást (Magyarországon több mint három évtized alatt, 1961–91 között 47 igazolt eset volt), de a kombinált oltásokkal már kizárhatók lettek az ilyen problémák. Hazánban 2002 óta elölt vírust tartalmazó (IPV) oltóanyaggal oltják a csecsemőket, a tetanusz, diftéria, szamárköhögés és a H. influenzae b komponenssel kombinálva.  

### Utókezelés
Az első lépés a már kialakult bénulás esetén az életfunkciók fenntartása, ha esetleg a betegség létfontosságú területeket érint. Ilyen például a tüdő érintettsége esetén a gépi lélegeztetés, aminek jelképe volt a nagy járványok idején az ún. vastüdő. A mozgásszervek érintettsége esetén rehabilitáció segíthet javítani az életminőséget, de teljes felépülés ilyen esetben sem várható.

## A járványos gyermekbénulás mai helyzete
Az oltások bevezetése jelentősen visszaszorította a betegség terjedését. 2002. június 21-én a WHO regionális bizottsága bejelentette, hogy az európai régiót poliovírus-mentesnek tekintik. Világszinten 1988-ban még 350 000 eset fordult elő, majd ez a szám 2008-ban már csak 1659 volt, főleg az afrikai és ázsiai régiókban. Ugyanakkor tudósok figyelmeztetést adtak ki 2013-ban, miszerint fennáll a veszély, hogy a közel-keleti régióból kiindulva az időközben kevésbé, vagy nem megfelelően immunizált országokban ismét elterjedhet a betegség.
2015. szeptember 2-án az Egészségügyi Világszervezet bejelentette, hogy járványos gyermekbénulásos megbetegedések voltak Kárpátalján, a Rahói és a Técsői járásban.
Afrikában 2020-ra sikerült megfékezni a gyermekbénulást.